# Distribution automatique
Pour les distributeurs de billets, voir Guichet automatique bancaire.

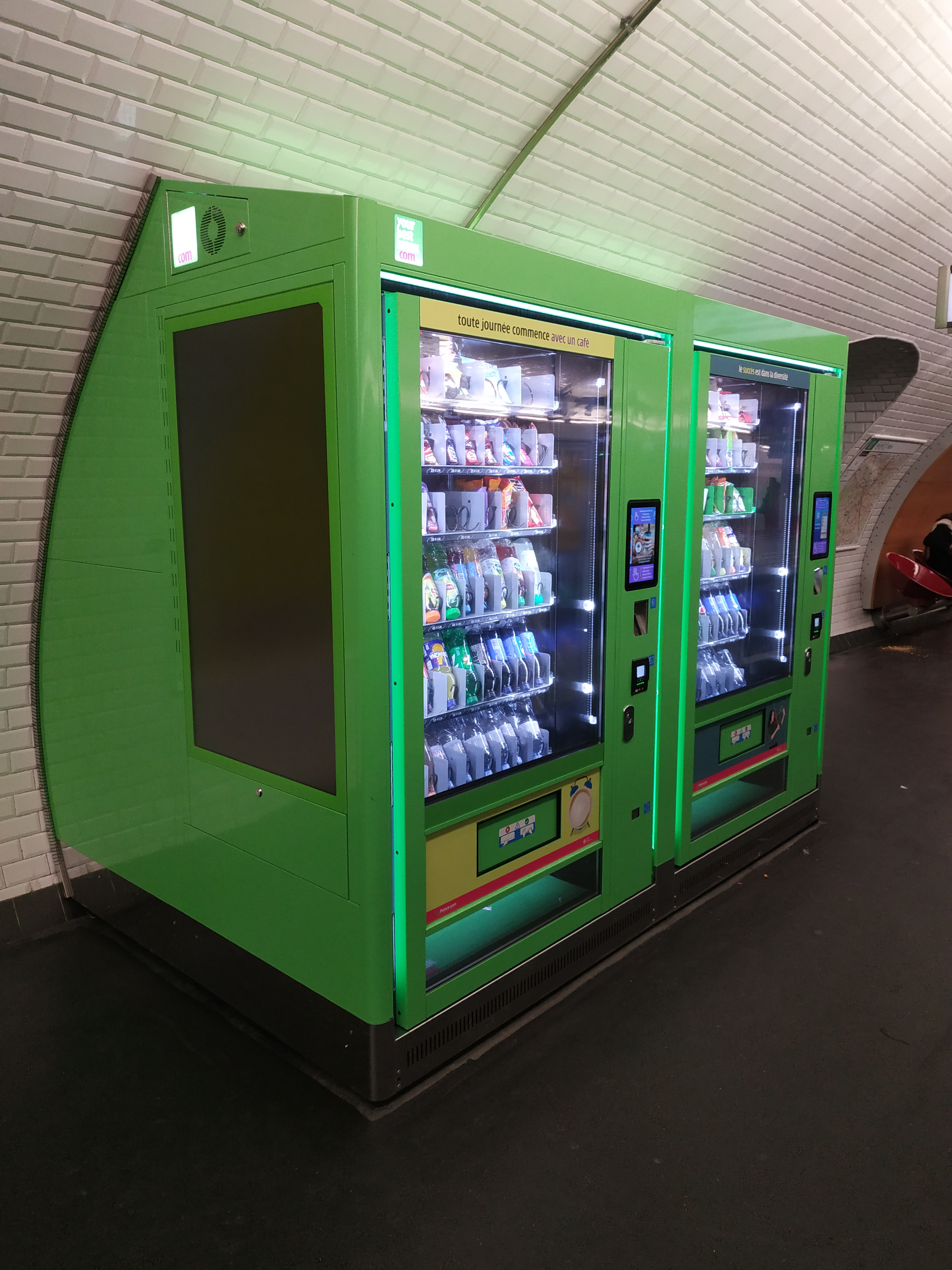
Des distributeurs automatiques dans une station du métro parisien.

Un distributeur automatique, ou machine distributrice (particulièrement au Canada francophone), est une machine qui permet d'obtenir des biens, sans intervention humaine (en libre-service), grâce aux techniques d'automatique. Les machines les plus courantes sont les distributeurs automatiques de boissons chaudes, notamment de café, mais on trouve aussi des distributeurs de boissons fraîches avec des ingrédients comme l'eau, les fruits ou le thé, ainsi que les distributeurs de snacks, l'offre alimentaire étant de plus en plus diversifiée vers les produits frais comme les sandwichs, les produits laitiers, les biscuits ou les fruits et légumes. 
Les distributeurs vendent également d'autres produits aux consommateurs : articles pour nageurs et baigneurs implantées aux entrées des lieux comportant des piscines, cadenas, préservatifs, pansements, doses de lessives, collants, jeux de cartes, parapluies.
Les banques ont aussi développé des automates permettant de retirer de l'argent avec une carte bancaire, le distributeur automatique de billets.

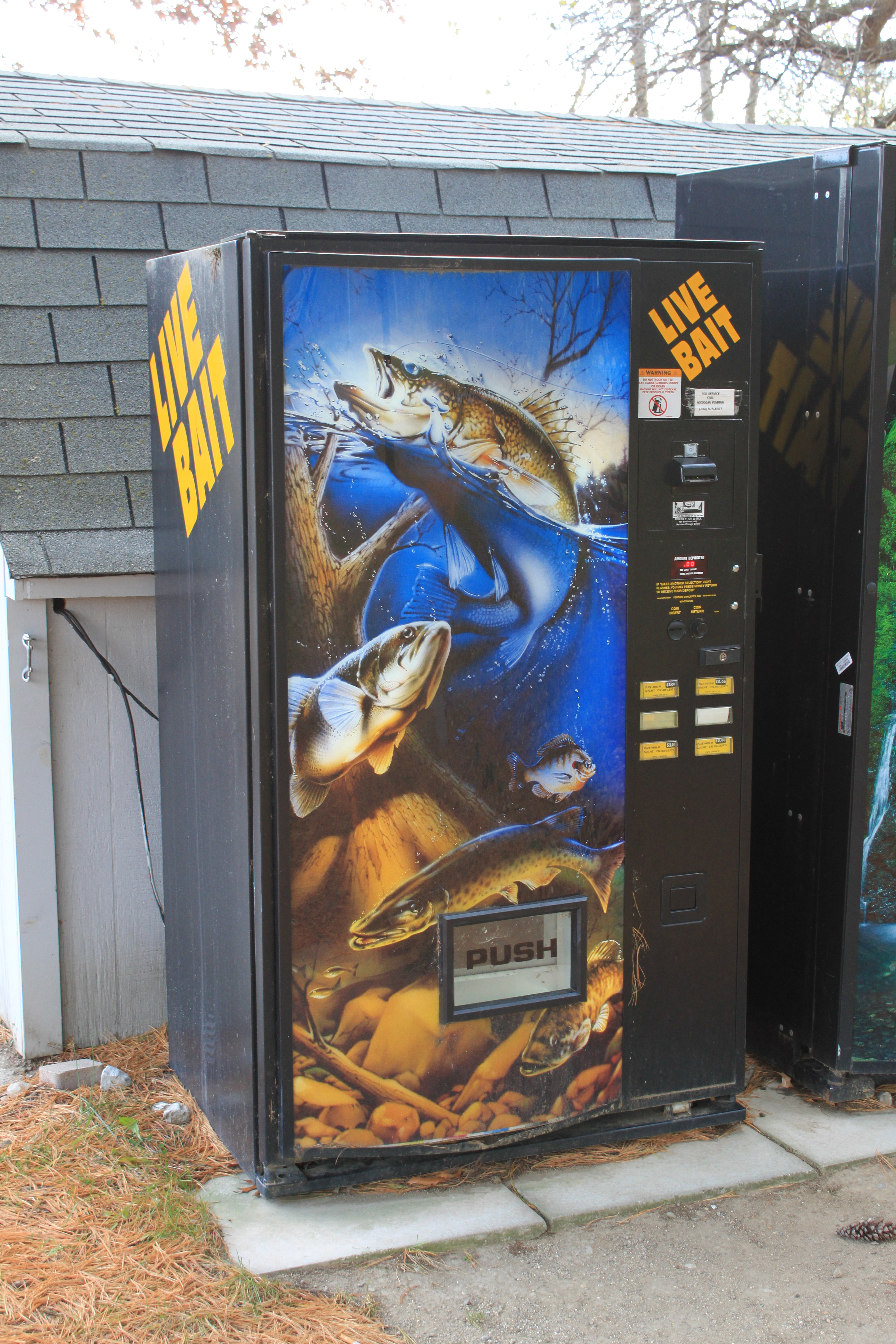
Distributeur automatique d'appâts vivants pour la pêche dans le Michigan.

## Histoire
La plus ancienne référence connue à un distributeur automatique se trouverait dans les réalisations d'Héron d'Alexandrie, un ingénieur et mathématicien grec de l'Égypte romaine du ier siècle apr. J.-C.. Ainsi, un des automatismes qu'il a conçus acceptait une pièce de monnaie et distribuait ensuite de l'eau sacrée. Lorsque la pièce était déposée, elle tombait sur un plateau relié à un levier. Le levier ouvrait une valve qui laissait s'écouler un peu d'eau. Le plateau continuait à s'incliner sous le poids de la pièce jusqu'à ce qu'elle tombe, auquel cas un contrepoids relevait le levier et fermait la valve.[réf. nécessaire]. Pour le magazine Smithsonian, qui qualifie ce système de « premier distributeur automatique au monde », les premiers distributeurs automatiques de l'époque moderne utilisaient en fait une technique similaire, avant qu'il leur soit substitué des dispositifs de commandes électriques,.

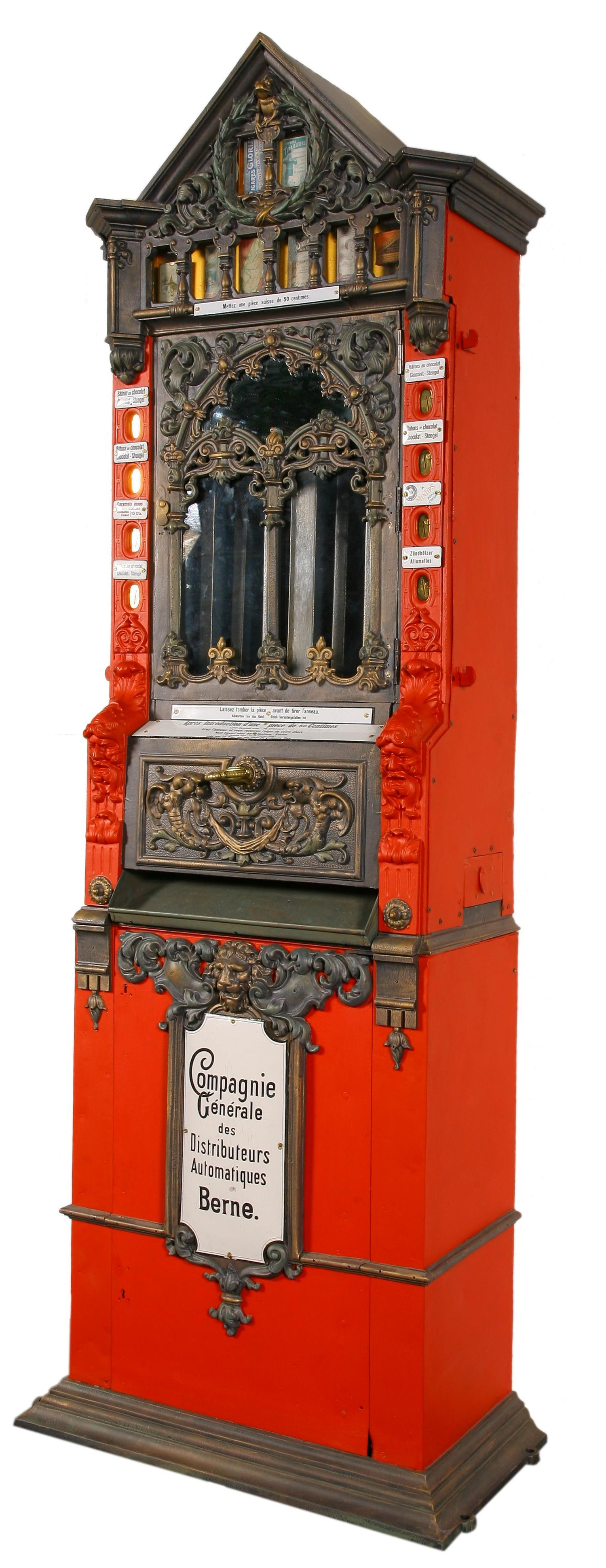
Distributeur automatique de chocolats Stollwerck, Compagnie générale des distributeurs automatiques de Berne, 1889.

C'est cependant avec l'industrie et l'urbanisation que l'on a vu se développer ce type de machines qui répondait à une demande sociale.
En France, des distributeurs automatiques de boissons ont été mis au point — à la suite de Franz et Ludwig Stollwerck en Allemagne et Théodore Bergman en Suisse — par l’industriel marseillais Henri Émile Schloesing (1849-1904, grand-père de l’aviateur compagnon de la libération Jacques-Henri Schloesing, 1919-1944, et neveu du chimiste Théophile Jean-Jacques S. 1824-1919, doyen de l’académie des sciences) et Benjamin Degremont. Un brevet a été déposé par ces inventeurs en 1889 (« France patent no 196/462 du 4 mars 1889, US patent no 412/127 du 11 juin 1889 »). Le distributeur automatique de boissons Schloesing est présenté à l'exposition universelle de Paris de 1889. Le descriptif de cette machine appelée « Distributeur automatique de liquides » est publié dans le journal La science illustrée no 218 du 30 janvier 1892 sous la plume de G. Teymon. Un article du 29 novembre 1889 (repris par le magazine Point de vue - Image du monde no 1476 de Noël 1976) précise : « cette invention destinée à procurer des boissons chaudes aux ouvriers du port de Marseille, fonctionne à Paris place de la République. Moyennant 10 centimes, ce distributeur automatique fournit bière, vin ou café. Soixante-dix villes ont autorisé l’établissement de ces appareils Schloesing ». Un brevet (no 1409) est déposé au  grand-duché du Luxembourg par le représentant des inventeurs, M. Aug Ligier, le 14 février 1890 (Mémorial du Grand-Duché no 15 du 4 mars 1891). Un brevet canadien (no 222/63.1) est délivré le 3 septembre 1890 (CA 34967 coin-operated liquid-vending apparatus). On doit aux mêmes inventeurs un « moyen d’arrêter un train en marche » (1892).
Quant au premier distributeur automatique de billets, il a été installé en juin 1967 à l'agence Barclays d'Enfield, en Grande-Bretagne. Il distribuait des billets de 10 livres en échange d'un bon en papier inséré par le client qui tapait ensuite son code à quatre chiffres. Son inventeur, John Shepherd-Barron, travaillait chez De La Rue.

## Techniques d'automatisation
Ces machines font appel à un grand nombre de techniques d'automatisation :
- Les monnayeurs, qui permettent la détection et l'identification des pièces de monnaie et/ou des billets de banque.
- Les lecteurs de carte, de clés cashless, de puce sans contact (RFID) ou de porte-monnaie électronique. Des solutions de paiement comme Moneo ou utilisant le téléphone portable commencent à apparaître.
- La mise à disposition des produits, avec des mécaniques en spires par exemple. Elles sont aujourd'hui également renforcées par des solutions d'ascenseur qui viennent collecter le produit libéré par les spires et le restituer en douceur au consommateur.

## Marché
Le marché de la distribution automatique représente 2,2 milliards d'euros, 625 000 distributeurs (518 000 sont installés sur les lieux de travail) et 3,7 milliards d'actes de consommation. Il est réalisé par 1 250 gestionnaires et 15 300 salariés. Les boissons représentent 80 % du marché avec 2 milliards de gobelets annuels, principalement de café et autres boissons chaudes. 70 % des distributeurs sont installés en entreprise[Quand ?][Où ?].

## Panorama

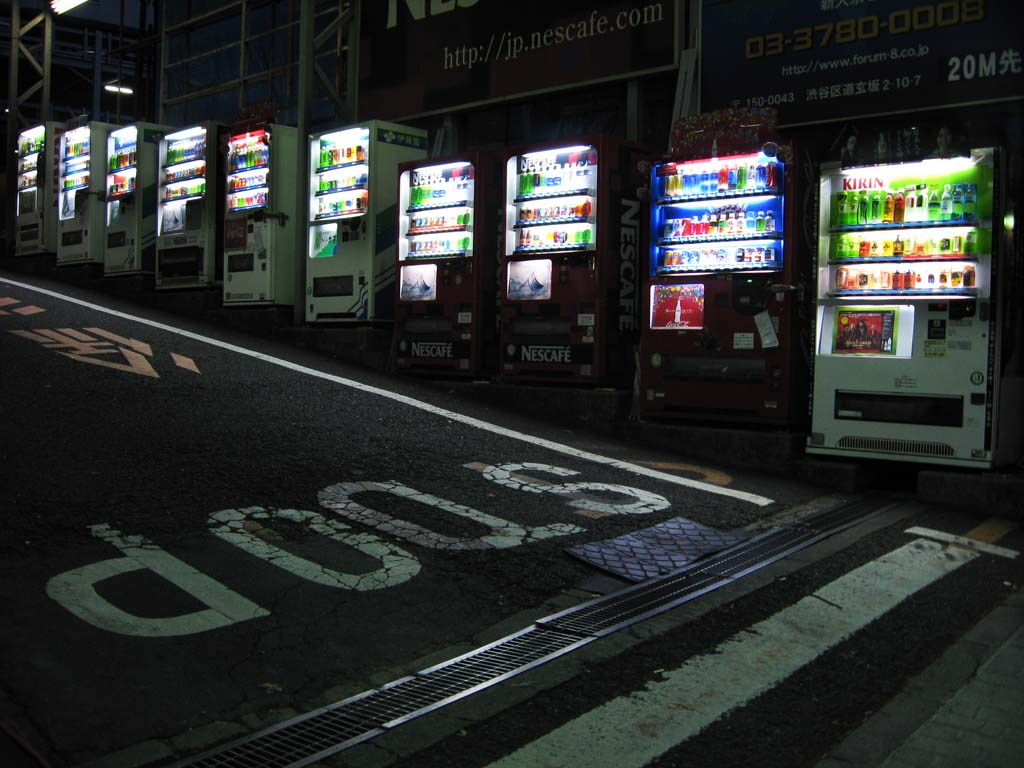
Au Japon on trouve des distributeurs automatiques pour toutes sortes de produits.

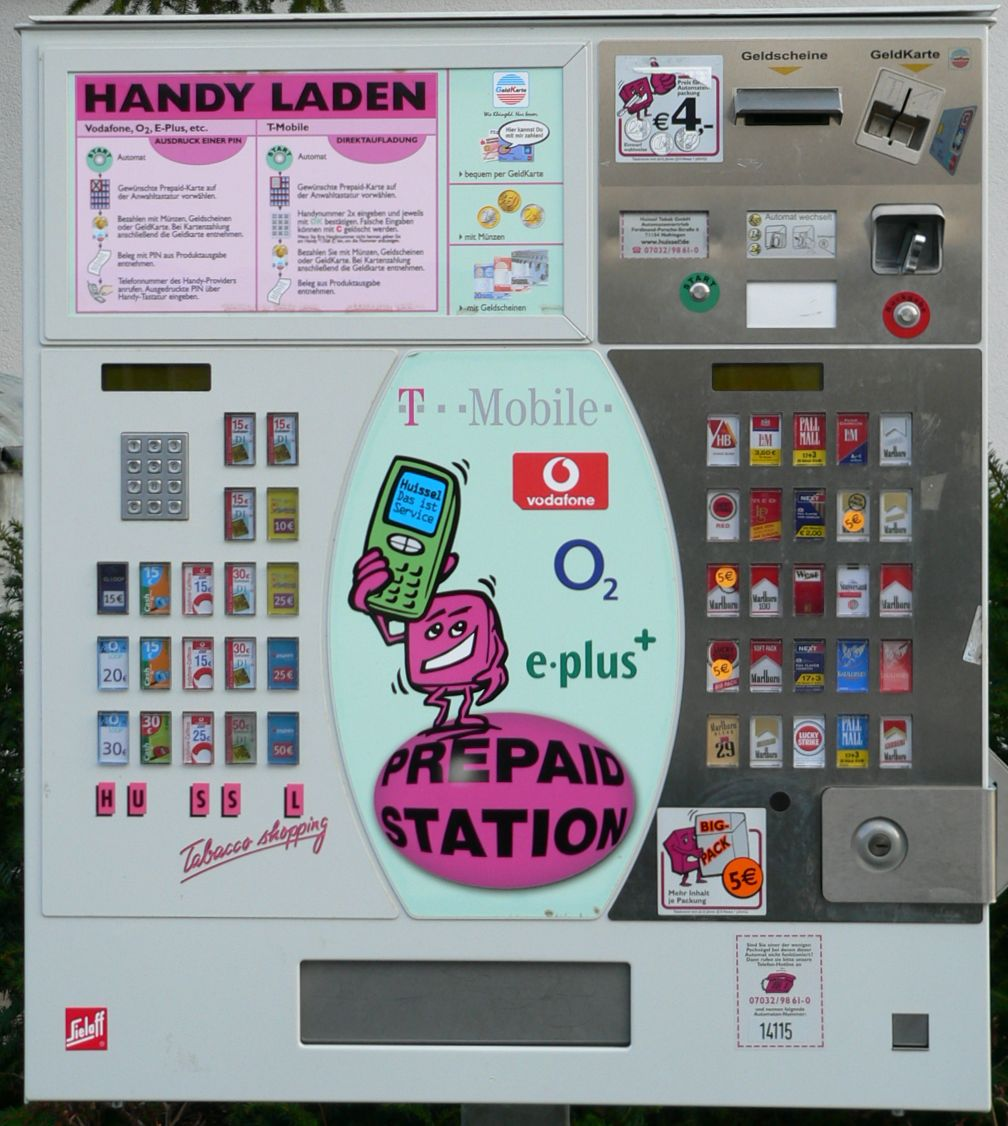
Distributeur de cigarettes et de cartes téléphoniques en Allemagne.

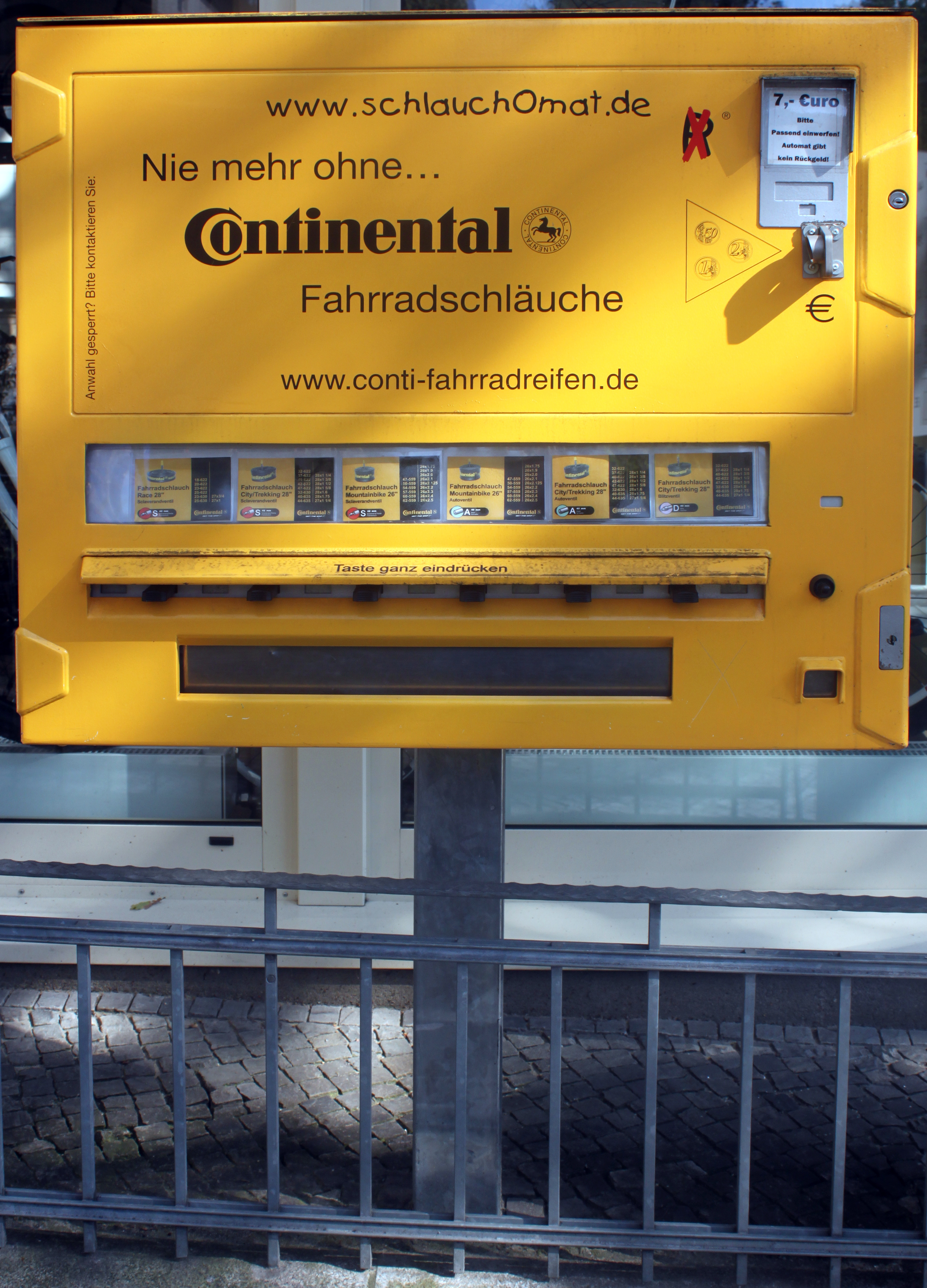
Distributeur automatique de chambres à air pour vélo à Berlin.

Un grand nombre de biens et services marchands sont accessibles grâce à ce mode de distribution : boissons chaudes ou froides, aliments (confiserie, en-cas, plats, œufs frais, lait cru, fruits et légumes, viennoiserie, sandwichs, fromages, huîtres, pizza, etc.), tickets de métro, billets de train SNCF, cartes de téléphone mobile, photographies d'identité, photographies numériques, cigarettes (comme le Japon), essence, journaux, cadeaux et jouets, logos, sonneries, musiques… etc., vidéos, fleurs, parfums, panchon, sextoys, confiseries, glaces, cartes postales, billets de voyage, chambres à air pour vélo, préservatifs, alcootests, articles de piscine, produits d'hygiène, et EPI et FI.
En 2018, une « machine à deuil » (allemand : Trauerautomaten) avec des produits funéraires est placée dans le cimetière de Sihlfeld (de) à Zurich (Suisse). Il s'agit d'une invention de l'artiste Lea Hofer,.

## Supérettes automatiques
Le groupe Casino a lancé, en 1998, un nouveau concept en France, Petit Casino 24, qui permet de s'approvisionner en produit de première nécessité 24h/24 et 7j/7 grâce à une enseigne d'une capacité de plus de 200 références entièrement automatisée.
La pratique est aujourd'hui devenue plus courante. De nombreuses communes, rurales ou urbaines, ont choisi d'installer ces supérettes automatiques pour maintenir une offre commerciale de proximité. L'entreprise Boxy (anciennement appelée Storelift) a notamment déployé, à partir de 2018, des supérettes entièrement autonomes, sans caisse ni vendeur. Pour le consommateur, le paiement est effectué sur l'application éponyme, après avoir préalablement indiqué ses coordonnés bancaires. D'ici à 2025, l'objectif de l'entreprise est d'ouvrir 1 000 magasins dans toute la France.
L'entreprise Amazon a également projeté de déployer en France son offre des supérettes autonomes nommée Amazon Go. Le premier magasin européen s'est installé à Londres en mars 2021.

## Sécurité
La plupart des distributeurs automatiques modernes ont été construits et testés pour éviter le vol. La majorité d'entre eux sont donc très massifs afin d'éviter qu'ils soient emportés. Ainsi, la masse d'un distributeur de boissons gazeuses rempli à pleine capacité peut excéder 400 kg.
Chaque année dans le monde, des accidents graves liés au renversement de distributeurs automatiques sont causés par l'utilisateur lui-même (soit en tentant de voler, en tentant de récupérer la monnaie ou une marchandise achetée mais demeurée coincée à l'intérieur, etc.). Un article publié dans le Journal of the American Medical Association cite 15 cas où des hommes ont été écrasés en tentant de faire sortir une canette d'une distributrice de boissons gazeuses. De ce nombre, trois moururent. Les 12 autres durent être hospitalisés pour de multiples fractures, contusions et hémorragies internes. L'article précise que la position des boissons dans la partie supérieure de la machine fait que le centre de gravité de celle-ci est anormalement haut. Une inclinaison de seulement 20 degrés suffit alors pour renverser le distributeur.

## Acteurs et représentation

### Gestion et maintenance
Le gestionnaire est l'acteur principal. Il achète, installe sur les sites, approvisionne et dépanne les machines ; le fabricant produit les machines ; le fournisseur de produits alimente le réseau ;  le Groupement inter-bancaire de gestion des paiements par carte bancaire gère le réseau des DAB.

### Lobbying
En France, la profession est représentée par la Chambre nationale de vente et services automatiques (NAVSA), créée en 1955, dont la mission est de représenter et défendre les intérêts de ses membres et de la profession, au niveau national mais aussi européen avec l'EVA. NAVSA compte plus de 410 adhérents qui représentent près de 70 % du chiffre d'affaires de la profession[réf. nécessaire]. NAVSA déclare à la Haute Autorité pour la transparence de la vie publique exercer des activités de lobbying en France. L'EVA, European Vending Association, basée à Bruxelles, est inscrite depuis 2012 au registre de transparence des représentants d'intérêts auprès de la Commission européenne, et déclare en 2018 pour cette activité des dépenses annuelles d'un montant compris entre 300 000 et 400 000 euros.
L'interprofession se déclare en 2019 opposée à la consigne des emballages de boissons.